# Référendum berlinois de 2021
Le référendum berlinois de 2021 est un référendum consultatif d'initiative populaire organisé le 26 septembre 2021 en même temps que les élections régionales afin de permettre à la population de Berlin de se prononcer sur l'expropriation des compagnies immobilières privées possédant plus de 3 000 logements dans la capitale allemande, via leur rachat par le gouvernement régional berlinois.
La proposition est approuvée à une large majorité de près de 60 % des suffrages exprimés. Le résultat est également validé par le franchissement du quorum exigé de 25 % des inscrits, un peu plus de 42 % de ces derniers ayant votés pour l'expropriation.
Ce résultat est néanmoins dépendant de sa transcription en loi par le parlement berlinois, le projet bénéficiant de la légitimité donnée par l'ampleur de sa victoire dans les urnes.

## Contexte

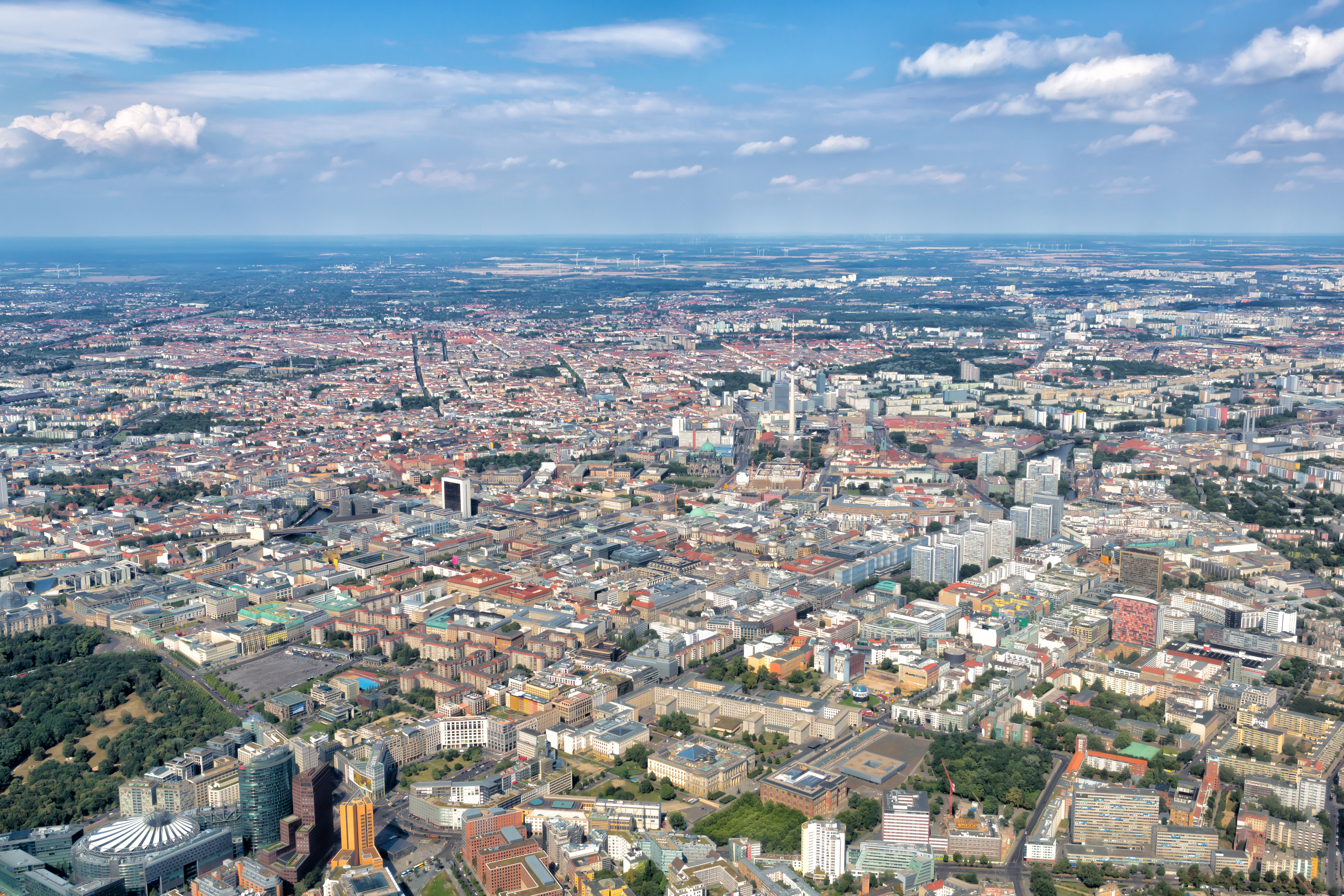
Vue aérienne du centre ville berlinois.

Au moment du référendum, le marché immobilier berlinois est soumis à une explosion des prix des loyers, en hausse de 43 % sur cinq ans, une situation particulièrement difficile dans une ville où 86 % des habitants sont alors locataires. Jusque là épargnée par la cherté de l'immobilier commune à ses homologues européennes, la capitale allemande les rejoint rapidement sous l'impulsion de grandes sociétés immobilières rachetant massivement des appartements pour les rénover et les louer. À l'échelle européenne, les actifs des acteurs de ce marché passent ainsi de 3,5 à 86 milliards d'euros entre 2006 et 2021, galvanisés par de très faibles taux d'intérêts. Ce basculement du marché entraine l'exclusion des primo-accédants à l'accession à la propriété, tandis que certains quartiers voient leur population entièrement renouvelée en l'espace d'une décennie sous la pression de la hausse des loyers,,.
En réponse, la ville met en place courant mars 2020 un gel des loyers pour une durée de cinq ans en vue d'enrayer leur progression, une décision qui provoque de vifs débats au sein de la classe politique berlinoise. Soumise à un recours déposée par l'opposition chrétienne-démocrate, la loi est cependant invalidée un an et un mois plus tard par le Tribunal constitutionnel fédéral d'Allemagne qui la juge incompatible avec la Loi fondamentale,.
Inspirés par un slogan de l'association de défense des locataires berlinois, Kotti & Co, appelant à exproprier la Deutsche Wohnen — plus grande des compagnies immobilières berlinoise — lors d'une campagne en 2016 intitulée « Nous voulons récupérer nos maisons », Rouzbeh Taheri et Michael Prütz ont l'idée l'année suivante de lancer une collecte de signature en vue de l'organisation d'un référendum visant à mettre réellement en pratique ce dicton,. Les deux hommes reçoivent le soutien du parti Die Linke, qui participe activement à la collecte, ainsi que celui plus mitigé d'Alliance 90 / Les Verts, dont plusieurs membres haut placés expriment des opinions contraires à son sujet. La dirigeante du Parti social-démocrate berlinois, Franziska Giffey, affirme pour sa part refuser d'exproprier les compagnies immobilières.

## Contenu

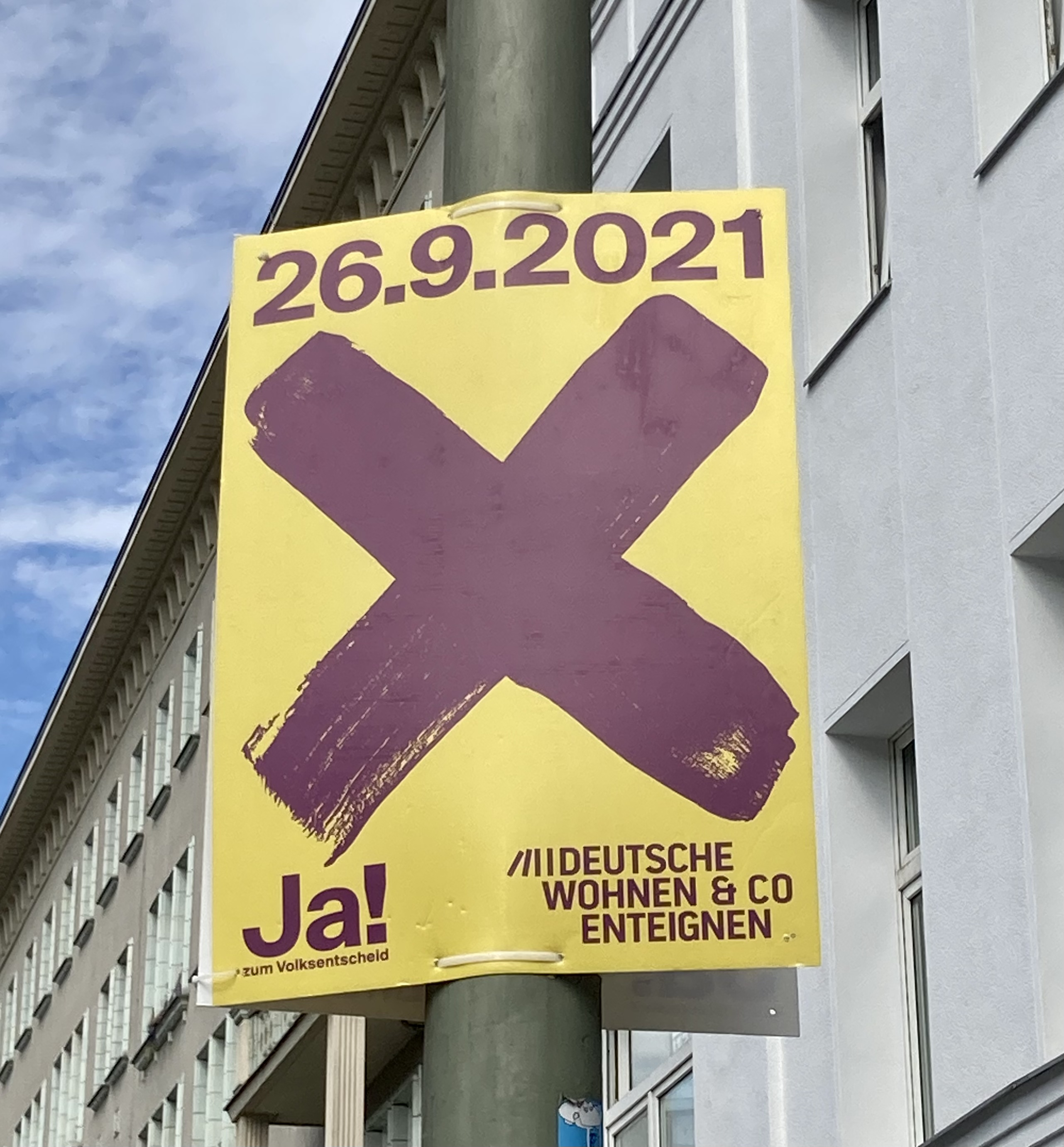
Affiche appelant à voter Oui au référendum

L'expropriation est légale en Allemagne de par l'article 14 de sa Loi fondamentale, qui dispose que la propriété implique des obligations, « Son usage doit contribuer en même temps au bien de la collectivité. ». De même, l'article 15 indique que « Le sol et les terres, les ressources naturelles et les moyens de production peuvent être placés, aux fins de socialisation, sous un régime de propriété collective ou d’autres formes de gestion collective par une loi qui fixe le mode et la mesure de l’indemnisation. ». La constitution précise par ailleurs que de telles nationalisations doivent être entreprises par le biais d'indemnisation dont le montant doit prendre en compte de manière équilibrée les intérêts publics et privés,.
La constitution de la ville-État de Berlin permet à sa population d'entreprendre des référendums d'origine populaire. Les porteurs d'un tel projet doivent dans un premier temps réunir les signatures de 20 000 personnes inscrites sur les listes électorales, après quoi la légalité de celui-ci est examiné par le Sénat de Berlin. Ce dernier peut alors éventuellement procéder à des modifications du texte en vue de le rendre conforme. S'il passe cette étape, les porteurs du projet doivent récolter dans un second temps les signatures d'au moins 7 % du total des inscrits sur les listes électorales berlinoises dans un délai de quatre mois. En cas de succès de la démarche, le projet est soumis à un référendum, qui est légalement contraignant si le projet a été soumis sous la forme d'un projet de loi complet. Dans le cas contraire, le parlement régional reste libre de mettre en œuvre sous forme de loi la proposition,,. Pour être valide, un résultat positif doit cumuler deux conditions : le total des voix favorables doit franchir la majorité absolue des suffrages exprimés et atteindre le quorum de 25 % des inscrits sur les listes électorales.
Entre avril et juillet 2019, le comité de collecte de signatures réunit un total de 77 001 signatures dont au moins 58 000 sont déclarées valides par le Sénat,. Ce dernier procède alors à l'examen de la légalité du projet du 4 juillet 2019 au 17 septembre 2020, soit un total de 441 jours. La longueur du délai fait alors l'objet de critiques de la part des organisateurs ainsi que des partis Alliance 90 / Les Verts et Die Linke, qui accusent le bourgmestre-gouverneur social-démocrate Michael Müller, opposé au projet, de le freiner délibérément,. Ce dernier est finalement approuvé après modifications, ouvrant la voie à la seconde collecte, qui s'étend du 26 février au 25 juin 2021. Un total de plus de 261 000 signatures sont récoltées, un record pour un référendum berlinois. La validité de plus de 175 000 d'entre elles confirme par la suite le dépassement du seuil exigé de 7 % des inscrits, qui équivaut alors à environ 170 000 électeurs,. L'initiative ayant été validée, un référendum est par conséquent organisé le 26 septembre 2021, en même temps que les élections régionales.
Le projet concerne douze compagnies immobilières qui, sur un total de 1,5 million d'appartements locatifs à Berlin, en possèdent environ 243 000, dont 110 000 pour la principale d'entre elles, Deutsche Wohnen, ce qui a donné à l'initiative son nom de Deutsche Wohnen & Co. enteignen (Exproprier Deutsche Wohnen & Co),. Le coût de leur rachat par le gouvernement berlinois est estimé à une large fourchette allant de 7 à 36 milliards d'euros selon les prix du marché,. En cas de résultat positif, le projet soumis à référendum n'est en effet pas directement contraignant, sa mise en application dépendant du vote par la Chambre des députés d'une législation précisant notamment le montant exact des compensations.

## Résultats
| Choix               | Votants   | Votants | Inscrits | Inscrits |
| Choix               | Voix      | %       | %        | Quorum   |
| ------------------- | --------- | ------- | -------- | -------- |
| Pour                | 1 035 950 | 59,14   | 42,32    | ✔ 25 %   |
| Contre              | 715 698   | 40,86   | 29,24    |          |
|                     |           |         |          |          |
| Votes valides       | 1 751 648 | 97,41   | 71,56    |          |
| Blancs et invalides | 46 660    | 2,59    | 1,91     |          |
| Total des votants   | 1 798 308 | 100,00  | 73,47    |          |
|                     |           |         |          |          |
| Abstentions         | 649 292   |         | 26,53    |          |
| Inscrits            | 2 447 600 | 100,00  |          |          |

Répartition des suffrages exprimés
| Pour 1 035 950 (59,14 %) |  |  | Contre 715 698 (40,86 %) |
| ▲                        |  |  |                          |
| Majorité absolue         |  |  |                          |

Répartition des inscrits :
| Inscrits pour (42,32 %) |  |  | Autres inscrits (57,68 %) |

| ▲              |
| Quorum de 25 % |

## Analyse et conséquences
Alors que les sondages d'opinions auguraient d'un échec du projet d'expropriation, ce dernier l'emporte à la surprise générale avec près de 60 % des suffrages exprimés, et 42 % des inscrits, atteignant ainsi largement des seuils requis. S'il n'est pas légalement contraignant, le référendum bénéficie ainsi de la démonstration d'un large soutien de la population, ce qui l'amène à peser dans les négociations en vue de la formation d'un gouvernement berlinois à l'issue des régionales organisées le même jour.
Arrivée en tête du scrutin régional, la sociale-démocrate Franziska Giffey réitère cependant dans la foulée son opposition aux expropriation, tout en déclarant respecter les résultats du référendum, et de s'engager sur la rédaction d'un texte devant être soumis à un contrôle de constitutionnalité.
Les résultats du scrutin interviennent le jour même de l'annonce par le groupe Vonovia, en tête du marché immobilier allemand, de l'achat d'une majorité du capital de son concurrent Deutsche Wohnen. Cette position devrait permettre la fusion des deux groupes qui, cumulés, détiendraient plus de 550 000 logements pour une valeur de plus de 80 milliards d'euros.